# Spike et Tyke (série)
Pour plus de détails, voir Fiche technique et Distribution.
Spike et Tyke est une série de cartoons créée par William Hanna et Joseph Barbera en 1957, basé sur le père et le fils bulldogs de la série Tom et Jerry. 
Seuls deux courts-métrages ont été créés, le studio ayant fermé ses portes peu de temps après Courir à la fourrière (Give and Tyke) et Le petit chat-chien (Scat Cats).

## Apparition dansTom et Jerry
La première apparition de Spike se fait en 1942 dans l'épisode Une vie de chien. On le revoit ensuite en 1944 dans Le Garde du corps dans lequel il en profite pour tenir son premier rôle parlant. On le retrouve immédiatement après dans Jerry ne perd pas la tête (1944) puis dans Une Tarte pour Tom (1945), en 1946 dans Amour, Amour….
De personnage anecdotique, Spike était devenu un des rouages comiques de la série.

## Bandes dessinées

### Dell

#### Four Color
#499 juillet 1953

Dessins de Ken Champin

1.	Bored at the Beach – 1 planche

2.	Camping Out – 10 planches

3.	High-Wire Walker – 9 planches

4.	Bunny Trap – 5 planches

5.	Cat or Dog? – 8 planches

6.	Watching a sleeping baby – 1 planche

7.	Tail Extensions – 1 planche

#577 août 1954

Dessins de Ken Champin

8.	Bath Time – 1 planche

9.	The House-Watchers – 8 planches

10.	Lost in the Forest – 8 planches

11.	Candid Camera – 8 planches

12.	Dangerous Bulldog – 8 planches

13.	Chasing Cats – 1 planche

14.	Keep Quiet – 1 planche

#638 août 1955

Dessins de Harvey Eisenberg

15.	Friendly Neighbors – 8 planches

16.	Big Spike and Little Tyke Meet Mr. Ingenuity – 8 planches

17.	Old News is Good News – 8 planches

18.	The Cat Who Came to Dinner – 8 planches

19.	Trip to the Zoo – 1 planche

20.	The Pretender – 1 planche

#1266 décembre 1961

21.	Hammock Hiker – 1 planche

22.	Private Dog Pound – 8 planches

23.	Generous Pup – 1 planche

24.	Battle of Wits – 6 planches

25.	Hooky Rooky – 7 planches

26.	The Way to a Will – 7 planches

27.	Catchy Style / Having a Ball – 1 planche

28.	Hat Hunter – 1 planche

29.	Decoy Daddy – 1 planche

Ce numéro marque le retour de Spike & Tyke dans Four Color après leur "indépendance" dans une revue à leur nom.

### M.G.M. Spike & Tyke
21 parutions, numérotées de 4 à 24, éditées entre décembre 1955 et janvier 1960,.

### Tom & Jerry, Picnic Time
#1 – juillet 1958

30.	The Sea Dogs – 9 planches

### Golden Comics Digest
no 1, mai 1969

31.	Too Many Bells – 5 planches

no 35, mai 1974

32.	Too Much Help – 10 planches

### Tom & Jerry
#253 octobre 1970

33.	"Let's go for a ride this afternoon!" – 6 planches

#294 mai 1977

34.	"Ha, ha! Every time I look at my dog, I get a laugh!" – 5 planches

#298 septembre 1977

35.	The Chase – 5 planches

### En France
Les aventures de Spike et Tyke, traduites sous le nom de Bop et Be-Pop seront essentiellement publiées chez Sagedition.